# Claude Étienne Michel
Pour les articles homonymes, voir Michel.
Claude-Étienne Michel, né le 3 octobre 1772 à Pointre dans le Jura et mort le 18 juin 1815 à la bataille de Waterloo, est un général du Premier Empire, fils de Jeanne Françoise Chaiget.

## Sous la Révolution
Son père, Jean Baptiste Michel, exerçait la profession de maître chirurgien à Pointre. Entré dans le 3e bataillon de volontaires du Jura le 1er octobre 1791, sergent-major le 15 du même mois et sous-lieutenant le 4 mars 1792, il devient lieutenant le 22 août et capitaine le 6 octobre suivant dans le 96e régiment d'infanterie, qui forme successivement les 147e, 49e demi-brigades et 24e régiment de ligne. Employé au cordon établi sur les frontières de la Suisse en 1792, il est fait prisonnier par les Prussiens le 5 mars 1793 à Remderkerm (armée du Rhin). Échangé le 3 messidor an III, il rejoint son corps et se signale à l'avant-garde de l'armée de Sambre-et-Meuse. Chef de bataillon le 9 vendémiaire an IV, il passe en Corse et fait ensuite partie de l'expédition d'Irlande et de l'armée gallo-batave.
Le 10 vendémiaire an VI (1er octobre 1797), il reprend à la baïonnette, sur les Anglo-Russes, le village de Schoorldam, dans le nord de la Hollande, s'y maintient pendant toute la journée malgré les efforts de l'ennemi, et est blessé à la fin de l'action. Pris par les Anglais le 6 vendémiaire an VII (27 septembre 1797), il est de nouveau échangé le 15 frimaire suivant. Le 10 vendémiaire an VIII (2 octobre 1799), à la bataille d'Egmond-op-Zée, il a le bras droit cassé d'un coup de feu. À la bataille de Nuremberg le 27 frimaire an IX (18 décembre 1800), il charge à la tête de son bataillon, fort de 400 hommes, une colonne de 4 000 Autrichiens, la culbute et lui fait un grand nombre de prisonniers, et il reçoit pendant l'action un coup de feu au bras gauche.

## Consulat et Empire
Major du 40e régiment de ligne le 30 brumaire an XII, et le 4 germinal membre de la Légion d'honneur, ses services à la bataille d'Austerlitz lui valent le 6 nivôse an XIV (27 décembre 1805), le grade de colonel et son admission en qualité de major dans le 1er régiment de grenadiers à pied de la Vieille Garde le 1er mai 1806. Il épouse en mars 1806, Marguerite Maret (1784-1875), fille du Comte Maret et nièce de Hugues Bernard Maret, duc de Bassano. Colonel de ce régiment le 16 février 1807, en récompense de sa conduite à Iéna et à Eylau, il combat à Friedland, et part pour l'Espagne après le traité de Tilsitt. Au combat de Burgos le 10 novembre 1808, il montre la plus grande valeur et reçoit la croix d'officier de la Légion d'honneur et le titre de baron de l'Empire. Rappelé à la grande armée d'Allemagne en 1809, il assiste aux batailles d'Eckmühl, d'Essling et de Wagram. 
Promu général de brigade le 24 juin 1811, il fait les campagnes de 1812, 1813 et 1814, en Russie, en Saxe et en France. En 1813 l'Empereur le décore de la croix de commandeur de la Légion d'honneur le 6 avril, de la Couronne de Fer le 16 août, et l'élève au grade de général de division le 20 novembre. Le 3 février 1814, aux Maisons-Blanches, il chasse l'avant-garde commandée par le prince de Liechtenstein. Le lendemain, soutenu par les dragons du général Briche, il surprend les alliés à Saint-Thibault et malgré les forces supérieures dont ils disposent, les repousse jusqu'à Saint-Parres-lès-Vaudes. Le 11, à Montmirail, le bras fracassé par un coup de feu, il reste à la tête de sa division et contribue puissamment au succès de cette journée. Il est encore alité par suite de cette blessure lorsque le canon des armées alliées retentit jusque dans Paris. Aux bruits des combats, le général reparaît le bras en écharpe à la tête de ses soldats le 30 mars devant les murs de la capitale pour participer à la bataille de Paris. Chargé de s'emparer du village de Pantin défendu par une division de l'armée du général Wittgenstein, il tombe sous le coup d'un biscaïen. Ses efforts ont cependant arrêté la marche de l'ennemi.

## Tué à Waterloo
Louis XVIII le fait chevalier de Saint-Louis le 20 août 1814, et colonel en second des chasseurs de la Garde royale. L'Empereur, à son retour de l'île d'Elbe, le crée comte de l'Empire et l'emploie à l'armée du Nord en tant que commandant d'une division de la Vieille Garde. À Waterloo le 18 juin, Michel s'élance sur les masses ennemies et les pousse la baïonnette dans les reins jusqu'au-delà du plateau de la Haie-Sainte. Ce succès, qui entraîne de fortes pertes dans ses rangs, est fatal au général Michel. Son corps n'est pas retrouvé et il est enseveli avec ses compagnons d'armes dans la grande tombe du mont Saint-Jean. Ses héritiers font un procès à Cambronne au sujet de la paternité de la phrase La garde meurt et ne se rend pas. Son nom est inscrit sur le côté Nord de l'arc de triomphe de l'Étoile.